# Andrzej Domański
Andrzej Jan Domański (ur. 27 sierpnia 1981 w Krakowie) – polski ekonomista i polityk, poseł na Sejm X kadencji, w latach 2023–2025 minister finansów, a od 2025 minister finansów i gospodarki w trzecim rządzie Donalda Tuska.

## Życiorys
Absolwent ekonomii na Uniwersytecie Ekonomicznym w Krakowie. Ukończył też program Chartered Financial Analyst. Przez kilkanaście lat związany zawodowo z rynkiem kapitałowym jako analityk, zarządzający funduszami, dyrektor inwestycyjny oraz członek zarządu w instytucjach finansowych (m.in. specjalista ds. badań branżowych w Banku BPH, dyrektor ds. zarządzania funduszami w Towarzystwie Funduszy Inwestycyjnych Noble Funds i członek zarządu w Eques Investment). Był wykładowcą finansów behawioralnych na Uczelni Łazarskiego oraz na Uniwersytecie SWPS. Trzykrotnie otrzymał nagrodę „Alfa” dla najlepszego zarządzającego funduszami rynku akcji, został też laureatem „Złotego Portfela”, nagrody przyznawanej przez dziennik „Parkiet”.
Działał w Młodym Centrum (młodzieżówce Unii Wolności). W późniejszym czasie dołączył do Platformy Obywatelskiej. Został wiceprezesem i głównym ekonomistą think tanku PO – Instytutu Obywatelskiego, w którym koordynował prace zespołu ds. transformacji energetycznej. Był współautorem programu gospodarczego PO. W wyborach w 2019 bezskutecznie kandydował do Sejmu w okręgu krakowskim (otrzymał 1329 głosów).
W wyborach parlamentarnych w 2023 kandydował z 5. miejsca listy Koalicji Obywatelskiej w okręgu warszawskim. Uzyskał mandat posła X kadencji z wynikiem 6848 głosów. 12 grudnia 2023 Sejm X kadencji wybrał go na urząd ministra finansów w trzecim rządzie Donalda Tuska. Następnego dnia został przez prezydenta RP Andrzeja Dudę powołany na to stanowisko. W styczniu 2024 został powołany przez prezydenta w skład Rady Dialogu Społecznego. W lutym tego samego roku objął funkcję przewodniczącego Komitetu Ekonomicznego Rady Ministrów. 24 lipca 2025 w dotychczasowym rządzie przeszedł na stanowisko ministra finansów i gospodarki.

## Wyniki w wyborach ogólnopolskich
| Wybory | Komitet wyborczy | Komitet wyborczy     | Organ            | Okręg        | Wynik        |
| ------ | ---------------- | -------------------- | ---------------- | ------------ | ------------ |
| 2019   |                  | Koalicja Obywatelska | Sejm IX kadencji | nr 13        | 1329 (0,20%) |
| 2023   | Sejm X kadencji  | Koalicja Obywatelska | nr 19            | 6848 (0,40%) |              |